# Edward M. Kosower
Edward Malcolm Kosower (* 2. Februar 1929 in Brooklyn)  ist ein israelisch-US-amerikanischer Chemiker (Organische Chemie). Er ist emeritierter Professor an der Universität Tel Aviv.
Kosower studierte am Massachusetts Institute of Technology mit dem Bachelor-Abschluss 1948 bei John D. Roberts und wurde 1952 an der University of California, Los Angeles bei Saul Winstein mit der Arbeit The "i-Sterol" (homoallylic) rearrangement promoviert. Als Post-Doktorand war er in Basel bei Cyril A. Grob und an der Harvard University bei Frank Westheimer. Ab 1954 war er Assistant Professor an der Lehigh University und 1956 Instructor und danach Assistant Professor an der University of Wisconsin. 1961 wurde er Associate Professor und später Professor an der State University of New York at Stony Brook. Seit 1972 ist er Professor in Tel Aviv, ab 1992 als Josef Kryss Professor für Biophysikalische Organische Chemie.
1968/69 war er am Weizmann-Institut und 1977 erhielt er den Weizmann-Preis mit seiner Frau Nechama Sternschuss. 1984 erhielt er den Kolthoff Award des Technion und 1996 den Rothschild-Preis in Chemie.
Kosower führte in seiner Zeit in Harvard und Wisconsin einen Z-Wert zum Messen der Polarität von Flüssigkeiten über das UV-Absorptions-Maximum von Salzen ein. An der SUNY entdeckte er stabile und destillierbare Pyridinyl-Radikale und die Thiole oxidierende Reagenz Diamide. In Israel arbeitete er an Fluoreszenz-Markern (Bimane), Mobilitäts-Agenten für Membranen (Membrane Mobility Agents), Elektron-Transferreaktionen und FTIR-Spektroskopie auf planaren Silber-Halogenid-Fasern, Modellierung von biologischen Rezeptoren und Kanälen. Er ist Autor mehrerer Lehrbücher.
1960 bis 1964 war er Sloan Research Fellow und 1977/78 Guggenheim Fellow. Er ist Mitglied der American Association for the Advancement of Science.

## Schriften
- Molecular Biochemistry, McGraw Hill1 1962
- Molecular Mechanisms for Sensory Signals: recognition and transformation, Princeton University Press 1991
- Introduction to Physical Organic Chemistry, Wiley 1968
- mit Clayton H. Heathcock, Andrew Streitwieser: Introduction to Organic Chemistry, 4. Auflage, Macmillan 1992
  - Deutsche Übersetzung: Organische Chemie, Wiley-VCH, 2. Auflage, 1994